# 石原潤
石原 潤（いしはら ひろし、1939年10月2日 - ）は、日本の地理学者。専門は人文地理学、特に農村地理学。京都大学名誉教授、名古屋大学名誉教授、奈良大学名誉教授。奈良大学元学長。

## 経歴
1939年、京都府京都市で生まれた。京都大学文学部で学び、1962年に卒業。同大学大学院文学研究科に進み、1966年7月に博士課程を退学した。
その後は、名古屋大学文学部助手に採用された。後に名古屋市立大学教養部専任講師となり、同助教授に昇格。名古屋大学文学部助教授に転じ、1988年に同教授に昇格。同1988年、学位論文『定期市の研究：機能と構造』を名古屋大学に提出して文学博士号を取得。1996年、京都大学大学院文学研究科教授に就いた。
2003年4月からは奈良大学教授。同大学では、図書館長、文学部学部長を務めた。2008年4月より2014年3月まで奈良大学学長。2014年、奈良大学学長を退任し、名誉教授となった。
学界では、日本地理学会会長、人文地理学会会長を務めた。また、日本学術会議会員。

## 受賞・栄典
- 2015年：春の叙勲で瑞宝中綬章を受章[2]。

## 家族・親族
- 息子：石原俊は社会学者。明治学院大学社会学部教授。

## 著作
単著
- 『定期市の研究：機能と構造』名古屋大学出版会 1987
- 『中国の市：発達史・地域差・実態』ナカニシヤ出版 2019

共編著
- 『農村空間の研究』(全2巻) 大明堂 2003
- 『内陸中国の変貌：改革開放下の河南省鄭州市域』（ナカニシヤ出版、2003）
- 『南アジアの定期市：カースト社会における伝統的流通システム』溝口常俊と共著、古今書院 2006
- 『内陸工業都市綿陽市と周辺農村の変容』傅綬寧・秋山元秀共著、京都大学大学院文学研究科地理学教室 2001
- 『四川省西昌市の発展 : 少数民族地域の都市と農村』傅綬寧・秋山元秀共著、京都大学大学院文学研究科地理学教室 2002
- 『西安市と陝西省農村の変貌』趙榮・秋山元秀・小島泰雄共著、奈良大学文学部地理学科 2006
- 『甘粛省と酒泉オアシスの変容』石培基・秋山元秀・小島泰雄共著、奈良大学文学部地理学科 2007
- 『領域と移動』金坂清則・南出眞助・武藤直共著、朝倉書店 2006

監訳
- 『農村地理学』H.D.クラウト著、大明堂 1983
- 『農村社会地理学』G.J.ルイス著、大明堂 1986
- 『農村問題と地域計画』M.パッショーン著、古今書院 1992